# Republikanism i Sverige

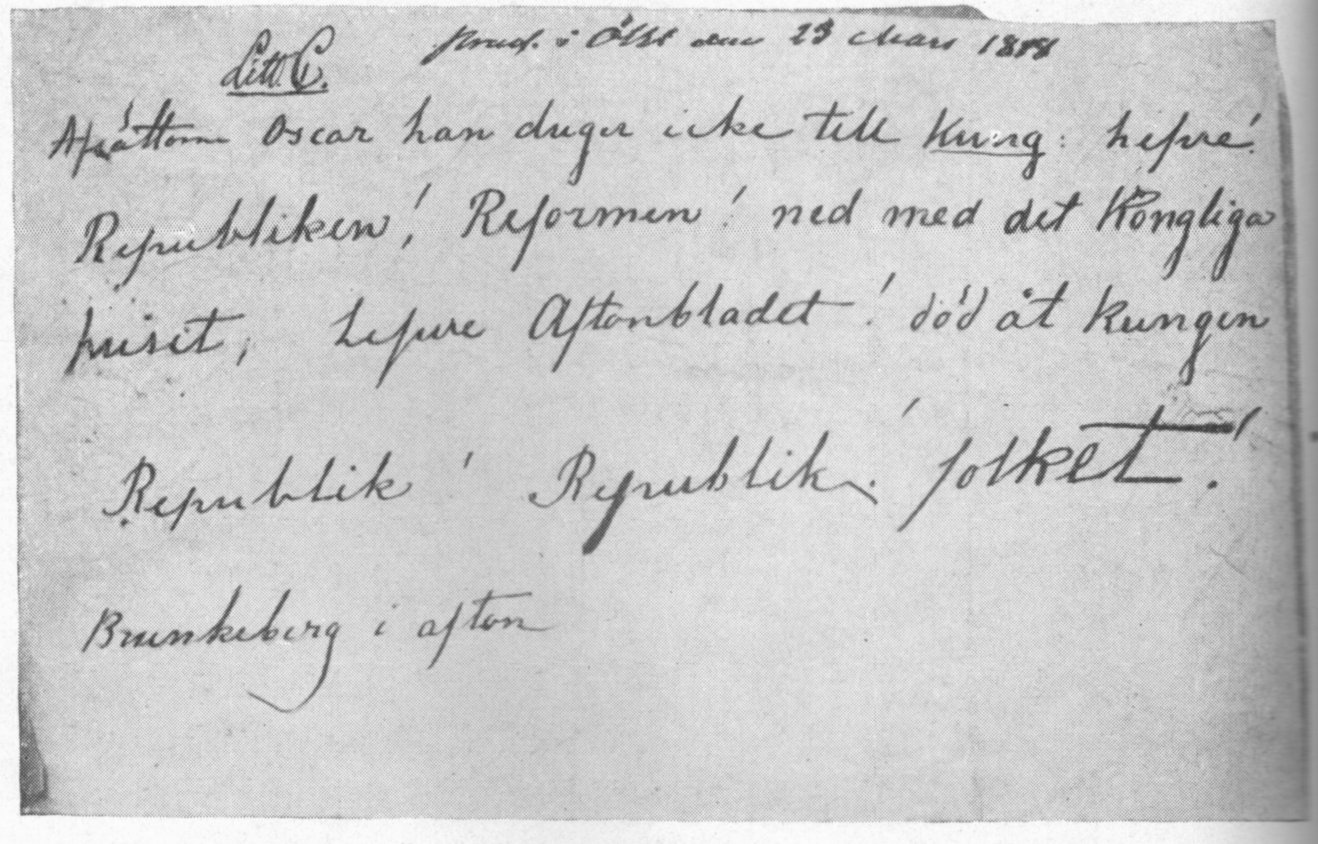
Upprop som spreds vid marsoroligheterna i Stockholm 1848. "Afsättom Oscar han duger icke till kung hellre Republiken! Reformen! ned med det Kongliga huset, lefve Aftonbladet! död åt kungen. Republik! Republik! Folket!. Brunkeberg i afton"

Republikanism i Sverige kallas med ett samlande namn strävandena att göra Sverige till en republik och att avskaffa den svenska monarkin. Många argument för att införa republik är samtidigt argument mot monarkin. Partipolitiskt strävar Socialdemokraterna, Vänsterpartiet och Miljöpartiet efter republik. Dessa partier är däremot inte aktiva i denna fråga. Partipolitiskt obundna Republikanska föreningen arbetar i samma riktning.

## Historia
Den 21 januari 1793 avrättades den franske kungen Ludvig XVI och viljan att göra Frankrike till republik var stark. De båda största partierna, jakobinerna och girondisterna förespråkade republik. Denna allmänna anda som rådde under franska revolutionen påverkade även Sverige, även om den runt sekelskiftet 1800 var väldigt svag. En av de första, politiskt betydelsefulla svenskar, som ifrågasatte kungens auktoritet (utan att för den delen nämna något om en republik) var Lars Johan Hierta, som 1830 grundade Aftonbladet och där kritiserade kung Karl XIV Johan.
Kravet på republik framfördes i samband med oroligheter i Europa år 1848, då en rad revolutioner och uppror förändrade Europa. Även i Sverige var läget oroligt och runt trettio människor dödades av militär i de så kallade marsoroligheterna. Under denna tid klistrades affischer fast på väggarna i Stockholm med ordet ”Republik”. Vid sidan av kravet på republik ställdes krav om allmän och lika rösträtt.
Sveriges socialdemokratiska arbetareparti grundades 1889 och hade från början kravet på republik med i programmet. När partiet kunde bilda regering 1920 avsvalnade dock kravet. Herman Lindqvist menar att detta till största del beror på partiets ordförande, Hjalmar Branting:
| ”                  | Visst ville [Branting], som alla andra, även ha republik, men först borde svenska folket få uttala sig i frågan, alltså kunde man vänta lite. Mötet jublade och höll med även om detta. | „ |
| – Herman Lindqvist | |   |

Under senare delen av 1900-talet blev Republikanska klubben en viktig mötesplats för republikaner. En av dess medlemmar var Vilhelm Moberg som skrev stridsskriften Därför är jag republikan, utgiven 1955. Under 1950-talet och 1960-talet var debatten stark, men under 1970-talet och 1980-talet ökade monarkins popularitet.

## Republikanism under 1900-talet
Under början av 1900-talet försvarade det konservativa partiet (dåvarande Allmänna valmansförbundet) monarkin som statsskick, efter att det hade ifrågasatts av liberalerna och socialdemokrater vilka ville införa republik. En kompromiss kom till stånd som räddade monarkin, men kravet för detta var att konungens makt skulle inskränkas och att han inte skulle försöka påverka politiken. Kompromissen håller än idag och kungen gör sällan politiska uttalanden och varken Socialdemokraterna eller Liberalerna driver frågan aktivt. Torekovskompromissen 1971 mellan socialdemokrater och de borgerliga partierna förstärkte denna konsensuskompromiss.
Republikanska föreningen, grundad 1999, är i Sverige den största enskilda organisationen som verkar för republik. Den gamla Republikanska klubbens verksamhet avsomnade och i början av 2000-talet donerade man sina tillgångar till den nystartade föreningen.
I samband med att Sveriges kung Carl XVI Gustaf genomförde statsbesök i Brunei 2004, gjorde han uttalandet, att:
| ”                                             | Varje söndag efter besöket i moskén så har han en öppen audiens där vem som helst får komma och framföra sina önskemål, och förmodligen klaga också. Så jag upplever det på så sätt som ett mer öppet land än något annat man kan tänka sig. | „ |
| – Carl XVI Gustaf, Dagens Eko (februari 2004) | |   |

Detta utlöste en häftig debatt i Sverige mellan republikaner och monarkister, då kungen dels inte förväntas uttala sig i politiska frågor, och dels tycktes hylla en diktatur. Enligt hovstaternas informationschef Elisabeth Tarras-Wahlberg ångrade kungen senare vad han hade sagt och monarkins kris tycks avvärjd – trots att statsvetaren Olof Petersson ansåg att uttalandet skulle bli slutet för monarkin .
Trots att socialdemokraterna inte driver kravet på en svensk republik, för vänsterpartiet varje år fram en motion i riksdagen om monarkins avskaffande. Förslaget har hittills blivit nedröstat.

## Republikansk debatt kring Sveriges statsskick
Argumenten för republik har ofta tagit formen av argument mot monarkin. En känd argumentsamling för republik i Sverige är Vilhelm Mobergs Därför är jag republikan, utgiven 1955, med ny efterskrift 1966. Boken tar upp monarkins påstådda ursprung; som ett medel till förtryck, baserad på religiösa vidskepelser. Han nämner bland annat Otto von Friesens tes att ordet konung kommer av kona, kvinna, betydande en kvinnas äkta make. Kvinnan som syftades på är fruktbarhetsgudinnan. Moberg hävdade att kungamaktens auktoritet har hämtats från den påstådda kopplingen mellan kungen och Gud. Moberg skrev: ”Det var ju en utmärkt idé av de maktägande att skaffa sig detta stöd hos Den Allsmäktige.” Det kan noteras att på Mobergs tid användes fortfarande formuleringen ”VI Gustaf Adolf med Guds nåde” i kungliga brev. Argumentet kan ses som att kungamakten förlorar något av sin legitimitet om man överger tron på gudomlig sanktion. Moberg skrev även att ”själva vårt svenska statsskick, den ärftliga monarkin, upphäver jämlikhetsprincipen.” Moberg syftade på den demokratiska principen om jämlikhet; här konkret som så lika startmöjligheter i livet som möjligt. Denna jämlikhetsprincip upphävs enligt monarkikritikerna genom att ämbeten tillsätts på grund av börd. Vidare skrev Moberg att ”I och med att en enda person upphöjes ovanför lagen upphäver vårt statsskick även det demokratiska rättssamhället.” Sveriges kung är fortfarande i dag immun mot rättsliga åtal. Detta är enligt kritikerna en inskränkning av demokratin.
Moberg hävdade vidare att ”I en monarki uppkommer det alltid en anda av undersåtlighet, som inte är fria medborgare värdig.” Moberg menar att denna "förödmjukande" effekt är det starkaste skälet till att avskaffa monarkin, eftersom den skapar en onaturlig och odemokratisk klyfta mellan medborgarna i staten. Han skriver vidare: ”Jag har sett högt bildade människor, som i andra sammanhang har ådagalagt sin intelligens, mista sin mänskliga värdighet inför en kunglig person.”
Haijbyaffären har förts fram som ett exempel på hur monarkin kan åsidosätta de rättsstatliga principerna i syfte att skydda monarken. Guadelouperäntan användes förr som ekonomiskt argument för monarkins avskaffande. Räntan utbetalades årligen till kungahuset mellan åren 1815–1983 (se artikeln för bakgrund).
Ett pragmatiskt argument mot monarkin har varit, att även om kungen officiellt saknar maktbefogenheter, så finns alltid risken att han påverkar politiken i högre grad än vanliga medborgare har möjlighet till. Faran finns också att kungen helt och hållet griper makten. Man brukar som stöd för denna farhåga peka på kung Gustaf V:s agerande under andra världskriget, där han med hot om abdikation påverkade regeringens beslut om att låta tyska militära trupper passera genom Sverige.
August Strindberg skrev om monarkin att den ”demoraliserar överallt där den finns.”